# 王作英
王作英（1964年7月—），辽宁法库人，汉族，九三学社社员。中华人民共和国政治人物、第十三届全国人民代表大会辽宁地区代表。

## 生平
2018年2月24日，当选为第十三届全国人大代表。